# Лете
Лете (на старогръцки: Λήτη или Λητή, старогръцко произношение Лете, новогръцко Лити) е античен град в Мигдония, Древна Македония, днес в Гърция.

## География
Градът е бил разположен в прохода Дервент (Дервени) между Лъгадинското и Солунското поле, през който днес минава магистралата Егнатия Одос. Непосредствено северно от него е село Антуполи, а малко по на север е Айватово, което в 1926 година е прекръстено на Лити по името на античния град.

## История
Лете е известен от монети и надписи и е споменат от Птолемей (III, xiii), Плиний Млади (IV, x, 17), Валерий Харпократион, Стефан Византийски и Свидас в Античността и от Никифор Вриений (IV, xix) в Средновековието.
Лете се появява в някои късни Notitiae Episcopatuum като викариат на солунската католическа архиепископия. До XVIII век е седалище на православна епископия, а в Римокатолическата църква е титулярна епархия.

## Разкопки
Разкопан е некрополът на града, разположен край магистралата Егнатия Одос в прохода Дервент. В некропола са намерени Дервентският папирус, както и Дервентският кратер. Разкопани са Гробницата на Макриди бей, Гробница Г, Гробница III, Скална камерна гробница, както и серия цистови гробове.